# Avant-bras
L'avant-bras est, chez l'Homme, la partie du membre supérieur comprise entre le coude et le poignet.

## Anatomie

### Squelette
L'avant-bras comporte deux os longs disposés dans l'axe du membre : l'ulna (ou cubitus) situé médialement, et le radius en position latérale. Ces deux os sont articulés entre eux au niveau de leurs extrémités supérieures et inférieures, respectivement. Ils sont reliés par une membrane interosseuse sur leurs trois quarts inférieurs, et par une corde oblique au niveau de leur partie supérieure.

### Musculature
L'avant-bras comporte vingt muscles, répartis dans trois loges, antérieure, postérieure et latérale.
La loge antérieure (ou antéro-médiale) comporte huit muscles, répartis en plan superficiel et plan profond. Le plan superficiel est composé des muscles rond pronateur, fléchisseur radial du carpe, long palmaire, fléchisseur superficiel des doigts et fléchisseur ulnaire du carpe. Le plan profond est composé des muscles fléchisseur profond des doigts, long fléchisseur du pouce et carré pronateur.
La loge postérieure comporte également un plan superficiel et un plan profond, comptabilisant huit muscles. Le plan superficiel est composé des muscles extenseur des doigts, extenseur du petit doigt, extenseur ulnaire du carpe et anconé. Le plan profond est composé des muscles long abducteur du pouce, long extenseur du pouce, court extenseur du pouce et extenseur de l'index.
La loge latérale comporte quatre muscles : brachioradial, long extenseur radial du carpe, court extenseur radial du carpe et supinateur.

Muscles de l'avant-bras gauche
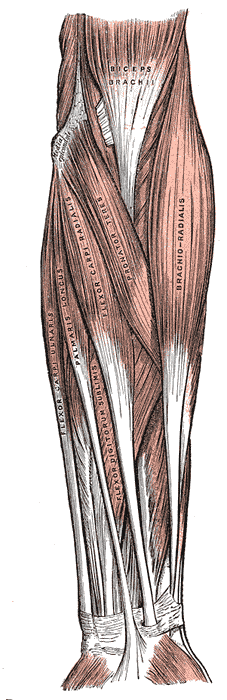
Face antérieure, couche superficielle.
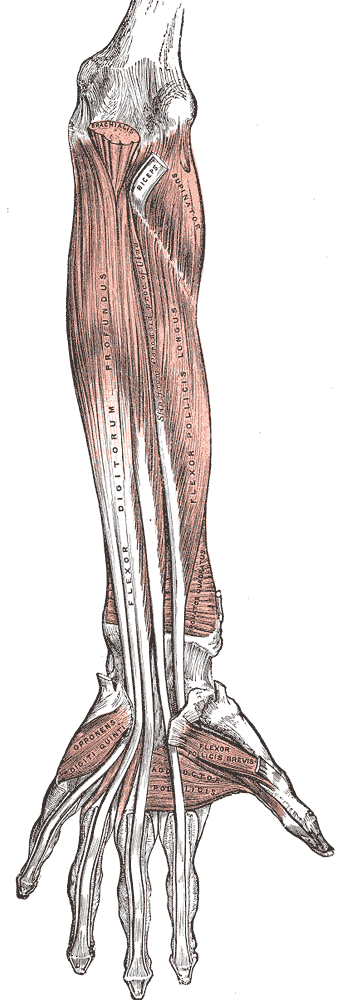
Face antérieure, couche profonde.
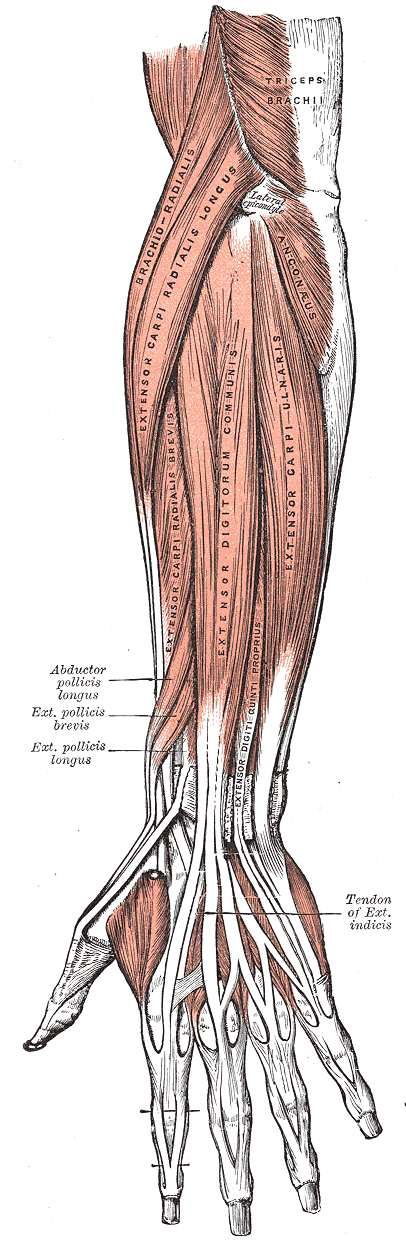
Face postérieure, couche superficielle.
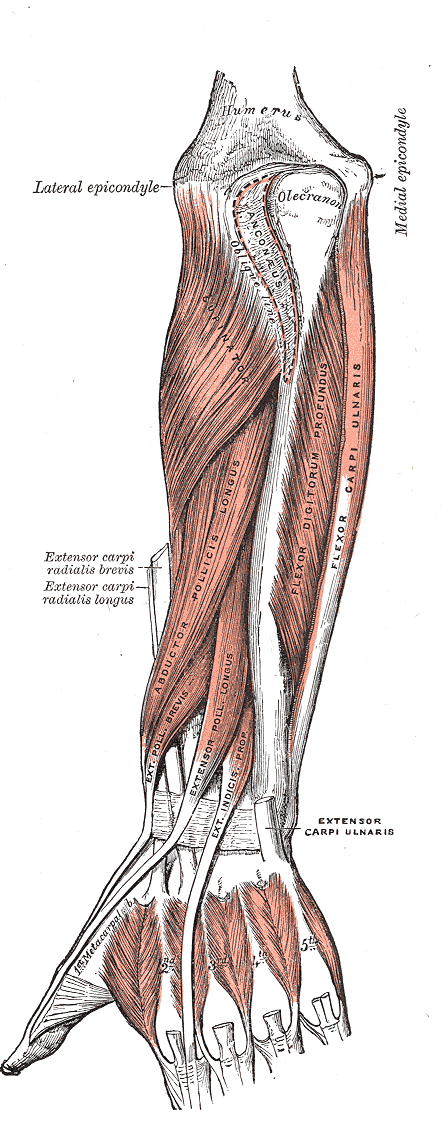
Face postérieure, couche profonde.

### Vascularisation

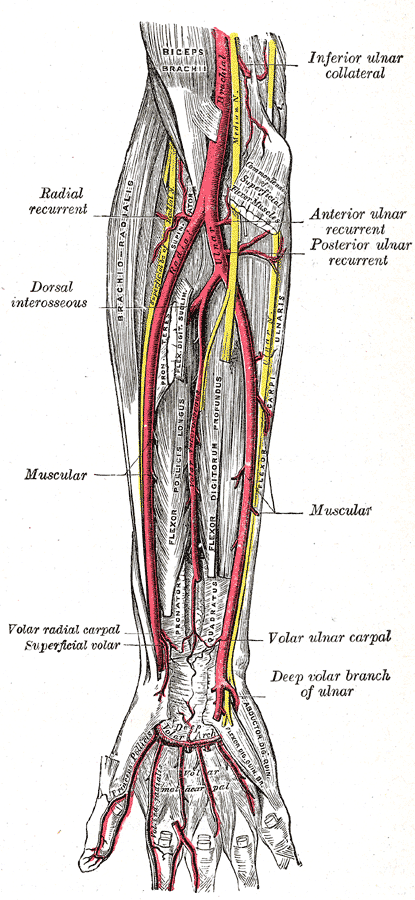
Artères et nerfs de l'avant-bras droit, vue antérieure.

Dans l'avant-bras, les principales artères sont les artères ulnaire et radiale. Elles forment des artères récurrentes et une branche commune, l'artère inter-osseuse.
L'artère inter-osseuse se situe entre le radius et l'ulna (une branche dans la loge postérieure et une branche dans la loge antérieure). Cette artère inter-osseuse a pour origine l'artère ulnaire.
L'artère ulnaire accompagne le muscle fléchisseur ulnaire du carpe, alors que l'artère radiale se trouve quant à elle sous le muscle brachio-radial. Finalement, l'artère ulnaire forme une arcade superficielle et, a contrario, l'artère radiale passe postérieurement à la base du premier métacarpien pour former une arcade profonde.
Les arcades profonde et superficielle forment ensuite les artères digitales communes, puis les artères propres.

### Innervation
L'avant-bras compte trois nerfs profonds, les nerfs médian, ulnaire et radial. Il compte également quatre nerfs superficiels, les branches antérieure et postérieure du nerf cutané médial de l'avant-bras, le nerf cutané latéral de l'avant-bras et le nerf cutané postérieur de l'avant-bras.
Le nerf médian chemine dans la partie centrale de la loge antérieure de l'avant-bras entre les muscles fléchisseur superficiel des doigts et fléchisseur profond des doigts.Un peu au-dessus du poignet, son trajet devient superficiel. Il donne le nerf interosseux antérieur ainsi que des branches musculaires et articulaires.
Le nerf ulnaire chemine dans la partie médiale de la loge antérieure, entre les muscles fléchisseur profond des doigts et fléchisseur ulnaire du carpe. Aux environs de la moitié de la hauteur de l'avant-bras, son trajet devient superficiel. Il donne des branches musculaires, une branche palmaire et une branche dorsale.
Le nerf radial se divise en arrière du coude en deux branches, superficielle et profonde. La branche superficielle chemine dans la loge latérale, en arrière du muscle brachioradial. Elle chemine successivement en avant du muscle supinateur de la loge latérale, puis des muscles rond pronateur et long fléchisseur du pouce de la loge antérieure. Elle rejoint un trajet superficiel un peu au-dessus du poignet. La branche profonde traverse le muscle supinateur de la loge latérale, et chemine dans la loge postérieure, entre les muscles extenseurs. Sa partie terminale devient le nerf interosseux postérieur.
Les branches antérieure et postérieure du nerf cutané médial de l'avant-bras, le nerf cutané latéral de l'avant-bras et le nerf cutané postérieur de l'avant-bras cheminent, comme leur nom l'indique, dans les parties médiale, latérale et postérieure de l'avant-bras.

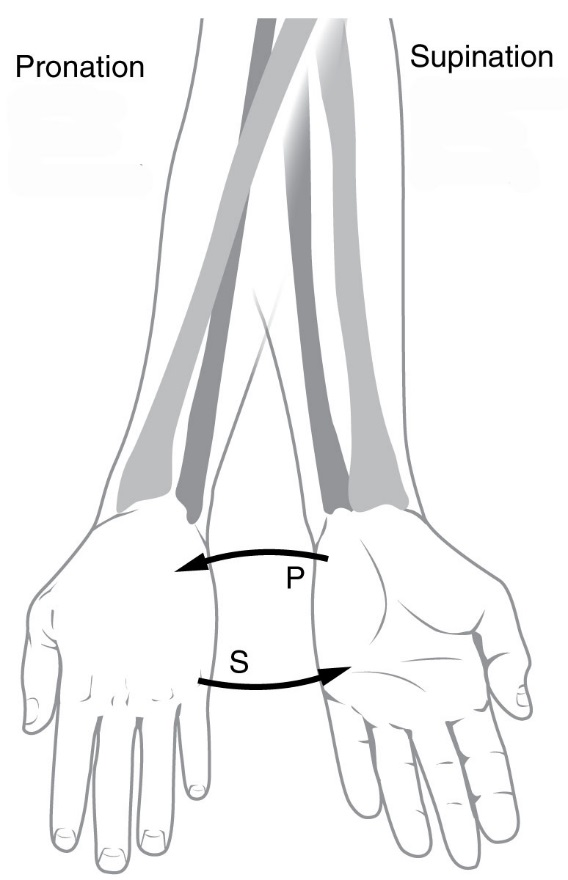

## Physiologie
Les deux os de l'avant-bras bougent l'un par rapport à l'autre dans les mouvements de pronosupination ; schématiquement, le radius tourne autour de l'ulna. Outre les mouvements de pronation, et dans une moindre mesure, de supination, les muscles de l'avant-bras permettent la plupart des mouvements du poignet (adduction/abduction, flexion/extension) et des doigts (flexion/extension).